# 文克尼察
文克尼察（波蘭語：Łęknica，發音：[wɛŋkˈɲit͡sa] ⓘ，發音：[ˈwʲɛska]）是波蘭盧布斯卡省的城鎮，位於該國西部，毗鄰與德國接壤的邊境，面積16.4平方公里，海拔高度142米，2006年人口2,641。

## 外部連結
- Official town webpage （页面存档备份，存于）
- Satellite photo from Google Maps （页面存档备份，存于）

51°32′N 14°46′E / 51.533°N 14.767°E